# Kuhdast megye
Kuhdast megye (perzsául: شهرستان کوهدشت) Irán Loresztán tartománynak egyik nyugati megyéje az ország nyugati részén. Északon Delfán megye, északkeleten Csegeni megye, délkeleten Poldohtar megye, délen Rumeskán megye, nyugaton Ilám tartomány határola. Székhelye a 85 000 fős Kuhdast városa. Második legnagyobb városa a 15 000 fős Kuhnáni. További városai még: Darb-e Gonbád, Garáb.  A megye lakossága 218 921 fő. A megye négy további kerületre oszlik: Központi kerület, Darb-e Gonbad kerület, Tarhán kerület és Kuhnáni kerület.

## Fordítás
- Ez a szócikk részben vagy egészben  a   Kuhdasht County című angol Wikipédia-szócikk ezen változatának fordításán alapul.  Az eredeti cikk szerkesztőit annak laptörténete sorolja fel. Ez a jelzés csupán a megfogalmazás eredetét és a szerzői jogokat jelzi, nem szolgál a cikkben szereplő információk forrásmegjelöléseként.